# 千里眼シリーズ
『千里眼シリーズ』（せんりがんシリーズ）は、日本の小説家・松岡圭祐が1999年6月に小学館より刊行し、ベストセラーとなった『千里眼』より始まる、一連の「千里眼」作品群のことである。

## 概要
今シリーズは臨床心理士で元航空自衛官の岬美由紀を主人公としたミステリー・エンターテインメント作品となっており、今までに累計600万部以上を売り上げる人気を誇っている。著作が文庫化したり、版を重ねたものには加筆・修正をし、読者を飽きさせないものになっている。松岡は自身のホームページにて、「なるべく新しい版のものを読んでください」と述べている。
小学館文庫版は12作でいったん完結。これをクラシックシリーズとして角川文庫で再発売する際、初期作には内容に大きく手を加え「完全版」と銘打ち、さらに一部作品は新作と入れ替えて刷新した。角川文庫の新シリーズは、このクラシックシリーズの続編。
「催眠」シリーズの嵯峨敏也や、「蒼い瞳とニュアージュ」シリーズの一ノ瀬恵梨香が登場する作品もあり、他シリーズと登場人物がリンクしている。
2000年には麻生学監督、水野美紀主演で映画化された。10周年記念である2009年春には、著者監督の下撮影された映像版「千里眼キネシクス・アイ」が完成（タイトルについては後述）。元々は映像化検討用に制作されたパイロット版で非公開の予定だったが、期間限定商品として本とDVDがセットで販売された。さらに映像版はCGカットをリニューアルし東映ビデオで2009年10月9日にレンタルリリース。
2009年の「キネシクス・アイ」小説版では更なる続編への伏線が張られ、しばらくシリーズの刊行が中断していたものの、2021年4月『千里眼の復活』で再開。刊行は再び角川文庫。その続編の『千里眼 ノン＝クオリアの終焉』告知以降、令和千里眼シリーズとされるようになった。

## ストーリー
自衛官 編
防衛大学校を首席卒業し、幹部候補生学校を経て航空自衛隊に入隊した岬美由紀は、女性自衛官として初のF-15Jパイロット、イーグルドライバーとなる。階級は二等空尉。所属先は百里基地の第204飛行隊。しかし美由紀は、両親を事故で亡くした事もあって、事実上軍隊であるところの自衛隊に属している事に自己嫌悪を覚える。
楚樫呂島災害の際に命令を無視して、救助ヘリUH-60Jで被災地に向かった事から上層部の反発に遭い、さらに小松基地に出向し北朝鮮の不審船を追尾するための戦術航空支援任務でも命令を無視し被害者を救おうとしたため、査問会議にかけられる。幕僚監部は、反抗心はあっても優秀な幹部自衛官である美由紀を辞めさせる事を好まず、代わりに上官の板村三等空佐の精神面の問題を指摘し、精神科医笹島雄介の証言を得て、板村を失職させて決着を図ろうとした。
美由紀はこれに憤り、自らも自衛隊を辞めた上で、精神科医の証言に誤りがあると認めさせるために心理学のエキスパートへの道を志す。選んだ資格は臨床心理士だった。その理由は、医師を目指すには時間がかかりすぎる事、そして防衛大を首席卒業している美由紀には、指定大学院制度の例外として特例が認められると聞いたからだった。
心理学生 編
美由紀は楚樫呂島災害で、女医の友里佐知子と知り合いになっていた。友里は東京晴海医科大付属病院院長で脳外科医でもあり、臨床心理士でもあった。相談者の悩みを一瞬で見抜くとされる彼女の慧眼は、千里眼の渾名でマスコミに持て囃されている。美由紀は友里の紹介で、臨床心理士事務局の舎利弗浩輔に師事し、具体的な臨床心理学、カウンセリングの技法、表情観察法を学ぶ事になる。舎利弗のオタクぶりに最初は戸惑った美由紀だったが、そのうちに打ち解け、記憶力と分析力の高さも相俟ってメキメキと頭角を現す。
そんな美由紀に異変が訪れる。表情観察法を学ぶうち、意識せずとも人の顔を見た瞬間に、相手の考えていることが判るようになってしまったのだ。同じく臨床心理士を目指す朝比奈宏美からは薄気味悪がられる一方、保険の勧誘をしているマンションの隣人には、訪問販売の手伝いを頼まれる始末。ほとほと嫌気がさしていたある日、テレビでビルの屋上から飛び降り自殺を図ろうとしている男を目撃、その表情から真意を見抜いた美由紀は現場に直行して男を説得、結果として命を救う。またしても周囲の制止をきかず暴走した美由紀は、これで臨床心理士資格も水泡に帰したと諦めるが、舎利佛が持参したのは美由紀が資格を取得したことを証明するIDカードだった。
臨床心理士 編
こうして晴れて臨床心理士になった美由紀は精神科医笹島のもとを訪れ、板村三佐への評価に過ちがあったことを証明し、彼の復職を申し入れるが、却下されてしまう。現在では誤りであることは明白であっても、査問会議の時点での医学的見地は正しかったというのが笹島の主張だった。
美由紀は失望しつつも友里のもとに戻り、東京晴海医科大付属病院で臨床心理士として勤務を始める。折りしも社会不安が増大し、相談者の数は増える一方だった。恒星天球教なる謎のカルト教団が日本全国各地で、爆破テロを連続させていることも遠因だった。治安・経済は混乱し、カオスが世を支配し、人々は路頭に迷いつつある。
そんなある日、友里および美由紀に日本政府から呼び出しがかかる。横須賀在日米軍基地に停泊する艦船の内部に何者かが侵入、都心に向けてミサイル発射を画策しているというのだ。美由紀は友里と共に横須賀に向かう……。
ストーリー詳細

## 登場人物

### 主人公と仲間たち
岬 美由紀（みさき みゆき）
「千里眼」シリーズの主人公。防衛大学校首席卒業の後、航空自衛隊二等空尉パイロットであったが、不祥事を元に臨床心理士（カウンセラー）となる。戦闘機乗りだったために動体視力が高く、人の僅かな表情の変化から人心を読み取る。恩師であった友里佐知子の影響から“千里眼”などとマスコミによって呼ばれる（本人は気に入っていない）。また、多数の言語に堪能で武術も得意とする。また、ミドリの猿では、メフィスト・コンサルティング・グループ日本支社（ペンデュラム）を壊滅に追い込む。「美由紀の正体」にて友里の施しが破綻したが、「シンガポール・フライヤー」終盤にて自分を取り戻し、「優しい悪魔」序盤では完全快復している。また、その結果として、今まで読み取ることのできなかった感情までも読み取ることができるようになった。多趣味で博学。心理学ならびに古巣の自衛隊に関する知識（組織体系、兵器類）のほか、スポーツ、車、オートバイ、民族音楽などにも詳しい。
蒲生 誠（がもう まこと）
警視庁捜査一課の警部補。岬美由紀の友人。和也という息子がいる。
伊吹 直哉（いぶき なおや）
百里基地のF-15主力戦闘機部隊の一号機パイロット。階級は一尉。大輝という5歳の息子がいる。
李 秀卿（リ スギョン）
北朝鮮の人民思想省のエリートスパイ。美由紀と同等以上の心理学的技能を持つ。
舎利弗 浩輔（しゃりほつ こうすけ）
新シリーズでの美由紀の上司で、事実上の美由紀の師匠。ちなみにオタク系。「クレクレタコラ」のDVDを全巻持っている。
高遠 由愛香（たかとお ゆめか）
年収40億を自慢とする若手のやり手実業家で、「マルジョレーヌ」というフレンチレストランと「グラツィエッラ」というイタリアンレストラン、他に中華レストランなど、飲食店を数多く経営している。新シリーズ第四部においては全てを奪われるも美由紀のおかげで復帰。「千里眼 優しい悪魔」で、岬美由紀の上司の舎利弗と結婚。
美由紀の高校時代の一年先輩であり、美由紀の能力を知りながらも、友情を示すことをためらわなかった稀有な人物。
雪村 藍（ゆきむら あい）
岬美由紀の友人。角川ホールディングスの傘下のソフトウェア関連企業で働いている。初登場時は極度の潔癖症であり、それ故に新シリーズ第三部では生命の危機に陥るが美由紀によって救われ、またそのことにより潔癖症を克服した。
以後の作品では、体を張って美由紀を助けることもある。
嵯峨 敏也（さが としや）
「催眠」シリーズの主人公。東京カウンセリングセンターの催眠療法科長の臨床心理士。
国家の存亡にかかわる事件を数多く解決する美由紀の影に隠れがちであるが、臨床心理士としての能力は実は美由紀をはるかに上回る。美由紀との関係は単純なようで複雑で、「愛情を超えた友情」（或いは未知の関係である素晴らしい"何か"）を築いている。
一ノ瀬 恵理香（いちのせ えりか）
「蒼い瞳とニュアージュ」シリーズの主人公。臨床心理士であったが、資格を返上し心理相談員となる。後に資格を再取得。美由紀に対し愛憎入り混じった感情を抱いていたが、和解。
ギャル系のファッションとメイクを好み、また身長が低いため、年相応に見られることがない（中学生に間違われたこともある）。　　
愛車は一貫してメルセデス・ベンツSLK。「ブラッドタイプ」の時点で新車を購入しており、「蒼い瞳とニュアージュ」からは4台目。

### 恒星天球教
阿吽拿教祖の指揮のもと、日本転覆を計るカルト教団。
友里 佐知子（ゆうり さちこ）/阿吽拿（アウンナ）
東京晴海医科大付属病院院長で“千里眼”の異名をもっていた臨床心理士であり天才脳外科医。しかし、その正体は恒星天球教の教祖、阿吽拿であり、東京晴海医科大付属病院の職員および患者に前頭葉切除手術を施していた。本名は猪俣美香子（いのまたみかこ）で、明治時代に“千里眼”と呼ばれた御船千鶴子（みふねちずこ）の孫。メフィスト・コンサルティング・グループと、意外な関係を持つ。
死後、日本の歴史に残るいくつかの犯罪に関与していたことが判明した（しかし、メフィスト・コンサルティングの画策により事実無根のフィクションであるとされてしまう）。
鬼芭 阿諛子（きば あゆこ）
恒星天球教最高統括幹部で、友里佐知子の右腕で、地獄耳である。教団幹部のなかで唯一、前頭葉切除手術を受けておらず、友里を母と慕い、絶対の信頼を寄せている。岬美由紀に嫉妬。
新村 忠志（にいむら ただし）/徒呈羅（トテイラ）
東京晴海医科大付属病院のカウンセリング科科長。恒星天球教の幹部で、前頭葉切除手術を受けている。元ジャンボジェット機パイロット。

### メフィスト・コンサルティング・グループ
（英：Mephist Consulting Group）
表向きは世界各国に支社を持つコンサルティング企業だが、その実体は心理学を駆使した扇動で物証を残さないプロ集団。故にFBIやCIAでも全く手が出せない。心理学や脳医学などあらゆる医学に精通し博士号並の学力を有する、科学的研究のエキスパートたちの集まりであり、全知全能の知識と実行力によって歴史を操る闇の組織。近代科学から古代の歴史まで全ての学問を網羅している。最先端の渋谷からアキバのオタクまで知らない事はない。
複数の企業に分かれてグループ化しており、代表的なものに「クローネンバーグ・エンタープライス」「マインドシーク・コーポレーション」「イリーガル・ファンクション・グループ」がある。
鍛冶 光次（かじ こうじ）
ペンデュラム日本支社常務取締役。
マリオン・ベロガニア
メフィスト・コンサルティング・グループの総裁。岬美由紀に挑み敗北。
ダビデ（Davide）
クローネンバーグ・エンタープライズの特別顧問。10代の友里佐知子を知る。別名をフランシスコ・フリューエンス。本名は、ザルバドール・エロマンガ（イロマンゴの可能性もあり。島の名でエロマンガ『イロマンゴ』島が存在する）
ジェニファー・レイン（Jennifer lane）
マインドシーク・コーポレーションの特別顧問。
ゴリアテ（Goliath）
メフィスト・コンサルティング・グループの特別顧問。ダビデやマリオン・ベロガニアが主力となる以前の1960年代に活躍した。ダビデの手により歴史から消された。

### ノン=クオリア
俗に言う機械信奉主義者の集団。
古くからメフィスト・コンサルティング・グループと敵対している。
メンバーには専光寺雄大やアランなどが所属しているが、彼らはノン=クオリアが用意した環境の元で育つため、詳細は明らかではない。
人間の進化には限界があるため、最終的に人間は機械にすべてを委ねるべきという思想を持っている。
メンバーは生まれたときから母（マザー）によって育てられた。なおこの母とは一定の人間を指す言葉ではない。
詳しいことは、まだ謎に包まれている。

### その他
笹島 雄介（ささじま ゆうすけ）
「千里眼 The Start」にて登場。
空自を辞職する前の岬美由紀及び美由紀の上司と接点がある。
西之原 夕子（にしのはら ゆうこ）
「千里眼の水晶体」にて初登場、後に「千里眼 堕天使のメモリー」ほか随所で登場。
自己愛性パーソナリティ障害で苦しんでおり、岬美由紀に対して異常な執着心を持つ。理由は「堕天使のメモリー」内で明かされている。

## 新旧シリーズの違い
小学館時代も単行本から文庫化の際に大幅な加筆修正が行われていた。単行本が徳間で発売された「千里眼の瞳」は小学館での文庫化の際は「メフィストの逆襲」「岬美由紀」の2冊に分けられ、単行本では登場していなかったダビデが初登場するほか、単行本で描かれなかったその後も加筆された。「千里眼のマジシャン」も単行本→文庫化の際に設定が大きく変更され、『マジシャン』シリーズの登場人物の境遇や設定、テロリストの設定が丸ごと変更されている。小学館文庫は第1作刊行時の1999年に舞台を設定した「旧作」シリーズであり、今後随時刊行される新作とは繋がりを持たない。これは登場人物を共通する「催眠」シリーズ、「マジシャン」シリーズ、「蒼い瞳とニュアージュ」シリーズについても同様である。小学館文庫もそれぞれのシリーズで繋がりを持たせているものの、嵯峨が映画版の嵯峨になっていたり、他シリーズの主人公との兼ね合いや設定が一部パラレル化していた。クラシックシリーズ刊行以降は設定上の正史と呼べるのは角川文庫発売の全作品となり、他シリーズとの繋がりも整理され同一の設定へと統一された。
小学館文庫と角川クラシックシリーズでの変更の度合いは1作目から「千里眼の瞳 完全版」までは大半が設定変更や未登場だった登場人物をあらかじめ登場させるなどの変更、これに伴うストーリー展開の変更が大幅に行われているが、小学館文庫でもある程度設定がまとまってきていた「マジシャンの少女」以降は変更が小規模になっていき、目立った変更や加筆はほとんど行われていない。
心理の読み取り
旧シリーズでは「目の動きで相手の考えていることがわかる」ことになっていたが、新シリーズ第1作でこれは過去に流布した疑似科学であったと否定。新シリーズ（および角川版クラシックシリーズ）では最初から岬美由紀は、実在の心理学者であるポール・エクマン教授の表情観察法で心理を読んでいることになっている。
同時多発テロ
旧シリーズ第5・6作「メフィストの逆襲」「岬美由紀」(単行本「千里眼の瞳」)で9・11同時多発テロが描かれるが、時代を現在にした角川版クラシックシリーズでは過去のこととなり、岬美由紀が防衛大の第3学年にいたころの出来事になっている。
岬美由紀の出向先
小学館版旧シリーズでは、岬美由紀は東京晴海医科大付属病院、東京カウンセリングセンター、倉石診療所と転々としていたが、角川版クラシックシリーズと新シリーズでは本郷にある日本臨床心理士会事務局から、その都度出向先を命ぜられている。
両親の死亡事故
小学館版では、岬美由紀の両親の乗った車が事故を起こし、一ノ瀬恵梨香宅に突っ込んで恵梨香の両親が死亡したことになっていたが(この設定も当初は無く「蒼い瞳とニュアージュ」シリーズ開始後に加えられ、「千里眼とニュアージュ」での共演の際にさらに修正して設定されていた）、角川版では突っ込んだのは恵梨香が一人暮らしをしていたアパートで、両親はそれより前に一家心中を図った父のせいで命を落としていた。
嵯峨敏也の存在
元々原作「催眠」の嵯峨は30代だったが、稲垣吾郎が演じた映画化ドラマ化に合わせて「催眠 特別篇」にて美由紀と同い年の28歳(カウンセラーとしては先輩)に設定し直し、「催眠」の事件後に映画「催眠」の事件に巻き込まれた設定とした。このため旧シリーズでの嵯峨敏也は映画版「催眠」のパロディになっていて、映画「催眠」のその後の嵯峨として登場していた。角川で刊行されたクラシックシリーズでは角川文庫版の「催眠 完全版」の主人公が再登場した設定になり当初の30代設定へ戻され、美由紀より年上の先輩となった。また、「催眠 完全版」の続編「カウンセラー 完全版」に、嵯峨が中国に行っていたことを示唆する描写があることから、「千里眼 運命の暗示 完全版」が両作品の間に入るということがうかがえる。ただし令和千里眼シリーズで再登場した嵯峨は何故か美由紀と同い年の設定に戻されている。
友里佐知子との対決
新シリーズでは『千里眼の復讐』が完全新規で書き下ろされ、山手トンネル事件が起き、岬美由紀と友里佐知子の二度目の対決がある。旧シリーズ『千里眼 洗脳試験』は破棄され、同作で描かれたデーヴァ瞑想チーム事件による友里との対決は設定から消滅している。友里死亡の経緯もまったく異なる。
企業の構成
小学館版ではメフィストは1つの組織として描かれていたが、角川版ではメフィスト・コンサルティング・グループは最初から分社化されていて、ダビデのクローネンバーグ・エンタープライズ、ジェニファー・レインのマインドシーク・コーポレーションなどはグループ内の系列会社になっている。日本に存在するメフィスト系企業は、シンガポールに拠点を置くペンデュラム・グループで、「運命の暗示 完全版」で岬美由紀により消滅させられた。
岸元の名前
岬美由紀の同僚だった岸元二等空尉の名前が、小学館版では涼兵、角川版では涼平である。
鬼芭 阿諛子の存在
小学館版では、「洗脳試験」までは「友里佐知子の右腕として恒星天球教幹部の中で友里以外で唯一前頭葉切除手術を受けていない人物がいた」という程度の描写に留まっており、「マジシャンの少女」で唐突にその名前が明らかにされた感があるが、角川版では「千里眼 完全版」にて既に鬼芭 阿諛子として登場している。また、「マジシャンの少女」における敵の黒幕との関係も小学館版では明らかにされていなかったが、角川版では明確にされている。

## 書籍情報

### 単行本（ハードカバー版）
- 千里眼（1999年6月 小学館）[注 2]
- 千里眼 ミドリの猿（2000年3月 小学館）
- 千里眼 運命の暗示（2000年12月 小学館）
- 千里眼 洗脳試験（2001年3月 小学館）
- 千里眼の瞳（2001年12月 徳間書店）[注 3]
- 千里眼のマジシャン（2003年3月 小学館）
- 千里眼の死角（2003年11月 小学館）
- ヘーメラーの千里眼（2004年8月 小学館）
- 千里眼 トランス・オブ・ウォー（2004年11月 小学館）
- ブラッドタイプ（2006年6月 徳間書店）[注 3]

### 小学館文庫版
トーハンのデータによれば、出版契約終了につき随時絶版とのこと。
- 千里眼
- 千里眼 ミドリの猿
- 千里眼 運命の暗示
- 千里眼 洗脳試験
- 千里眼 メフィストの逆襲
- 千里眼 岬美由紀
- 千里眼 マジシャンの少女
- 千里眼 千里眼の死角
- ヘーメラーの千里眼 上・下
- 千里眼 トランス オブ ウォー 上・下
- 千里眼とニュアージュ 上・下
- 千里眼 背徳のシンデレラ[注 4] 上・下

### 角川文庫版

#### 千里眼クラシック完全版シリーズ
小学館文庫版を大幅加筆・修正し、完全版として発売
- 千里眼 完全版
- 千里眼 ミドリの猿 完全版
- 千里眼 運命の暗示 完全版
- 千里眼の復讐 [完全新作]
- 千里眼の瞳 完全版
- 千里眼 マジシャンの少女 完全版
- 千里眼の死角 完全版
- ヘーメラーの千里眼 完全版 上・下
- 千里眼 トランス・オブ・ウォー 完全版 上・下
- 千里眼とニュアージュ 完全版 上・下
- 千里眼 ブラッドタイプ 完全版
- 千里眼 背徳のシンデレラ 完全版 上・下

#### 千里眼 新シリーズ
「クラシックシリーズ」の続編という位置づけ
- 千里眼 The Start
- 千里眼 ファントム・クォーター
- 千里眼の水晶体
- 千里眼 ミッドタウンタワーの迷宮
- 千里眼の教室
- 千里眼 堕天使のメモリー
- 千里眼 美由紀の正体 上・下
- 千里眼 シンガポール・フライヤー 上・下
- 千里眼 優しい悪魔 上・下
- 千里眼 キネシクス・アイ 上・下

##### シリーズ10周年記念作品
- 千里眼 キネシクス・アイ - 松岡圭祐脚本・監督のオリジナル撮り下ろし87分DVDシネマと書き下ろし四六判単行本のセット[2]

#### 令和千里眼シリーズ
- 千里眼の復活
- 千里眼 ノン＝クオリアの終焉

## 映像化作品

### 映画『千里眼』
2000年6月10日公開。興行収入は1億9500万円。

#### キャスト
- 岬美由紀 - 水野美紀[注 5]
- 岬美由紀（少女期） - 大島優子[注 6]
- 友里佐知子 - 黒木瞳
- 蒲生誠 - 柳葉敏郎
- 新村雄一 - 矢島健一
- 西嶺徹哉 - 田口トモロヲ
- 仙堂芳則 - 根津甚八
- 宮本えり - 五十嵐瑞穂
- 深浦加奈子
- 徳井優
- 田中要次
- 大槻義彦
- 山西道広
- 高橋和興

#### スタッフ
- 監督 - 麻生学
- 脚本 - 時中進、松岡圭祐
- 音楽 - 千住明
- 造形 - 松井祐一
- 技斗 - 髙橋伸稔
- ガンエフェクト - 唐沢裕一（BIGSHOT）
- 製作 - 東映、小学館、小学館プロダクション
- 製作協力-タイムズイン
- 配給 - 東映
- TV地上波放映-テレビ朝日

### DVD『千里眼 キネシクス・アイ』
元々は再映像化検討用に制作されたパイロット版で公開の予定はなかった。シリーズ10周年記念として同名タイトルの小説単行本にDVDを封入し期間限定発売された。
当初のタイトルは単に「千里眼」だったが、後にCGカットを刷新しDVDレンタル版の発売が決まり、タイトルも「千里眼 キネシクス・アイ」になった。
なお内容は原作の「千里眼 The Start」他を元にしたものであり、小説版「千里眼 キネシクス・アイ」のストーリーの映像化ではない（前日譚の要素はある）。
2009年9月12日、SBS静岡放送でCGリニューアル版が放送。

#### キャスト
- 岬美由紀 - 奥田恵梨華
- 友里佐知子 - 田島令子
- 久保田彰浩 - 高野八誠
- 仙堂芳則 - 伊藤洋三郎
- 秦銘時久 - 清水昭博
- 笹島雄介 - 李鐘浩
- 板村久蔵 - 大橋てつじ
- 鹿島鍬念 - 鳴海剛
- 広井将補 - 熊耳宏之
- 滝本刑事 - 小野孝弘
- 鬼芭阿諛子 - 峰えりか
- 加藤面接官 - 佐藤貢三
- 斉藤面接官 - 外川貴博
- 朝比奈宏美 - 天彩音のん
- 黒岩裕子 - 東加奈子
- 佐伯記者 - 水野真里子
- 生田秘書 - 宮田めぐみ
- 宇崎幕僚長 - 本田清澄
- 中原幕僚長 - 沼崎悠
- 原田幕僚長 - 小山かつひろ

#### スタッフ
- 監督・脚本・編集 - 松岡圭祐
- 撮影 - 柳田裕男、馬路貴子
- 照明 - 宮尾康史
- 録音 - 臼井勝
- 美術 - 井上心平
- 助監督 - 橋本光二郎
- 製作 - 松岡圭祐事務所
- 書籍封入時リリース - 角川グループパブリッシング
- DVDレンタルリリース - 東映ビデオ
- TV地上波放映 - SBS静岡放送